# 22933 Мареверетт
22933 Мареверетт (22933 Mareverett) — астероїд головного поясу, відкритий 7 жовтня 1999 року.
Тіссеранів параметр щодо Юпітера — 3,381.